# Інцидент з «Альтмарком»
Інцидент з «Альтмарком» (англ. Altmark incident, норв. Altmark-affæren; нім. Altmark-Zwischenfall) — морський інцидент у нейтральних норвезьких водах, що стався з німецьким танкером «Альтмарк», на борту якого перебувало понад 300 полонених матросів союзників. Інтерновані моряки були з англійських суден, які затопив у південній Атлантиці в результаті рейду німецький «кишеньковий» лінійний корабель «Адмірал граф Шпеє». Британські кораблі переслідували «Альтмарк» та есмінець «Козак», яким командував Ф. Віан, примусив його зупинитись та узяв на абордаж. У наслідок сутички загинуло 8 німецьких матросів та ще 10 дістали поранень.

## Історія

### Передумови

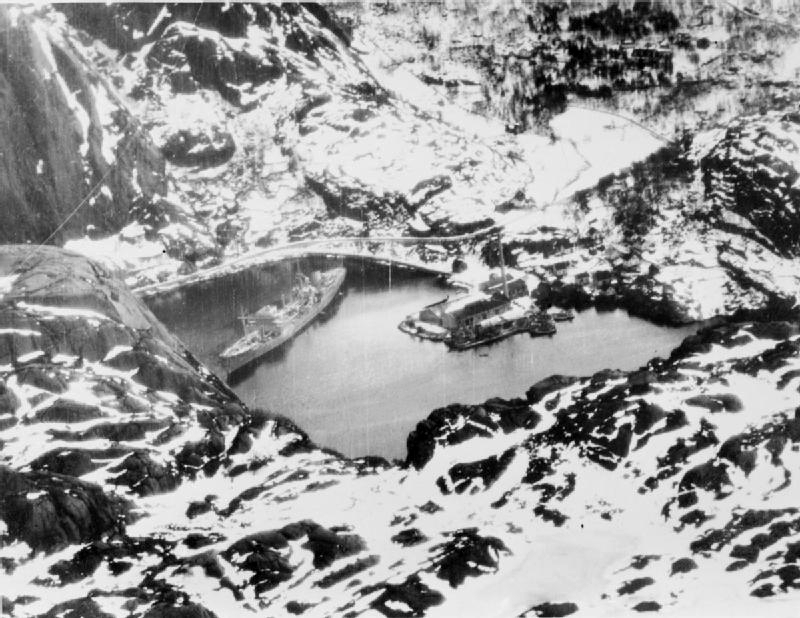
Аерофотознімок «Альтмарк» в Йоссінг-фіорді до початку сутички. Лютий 1940

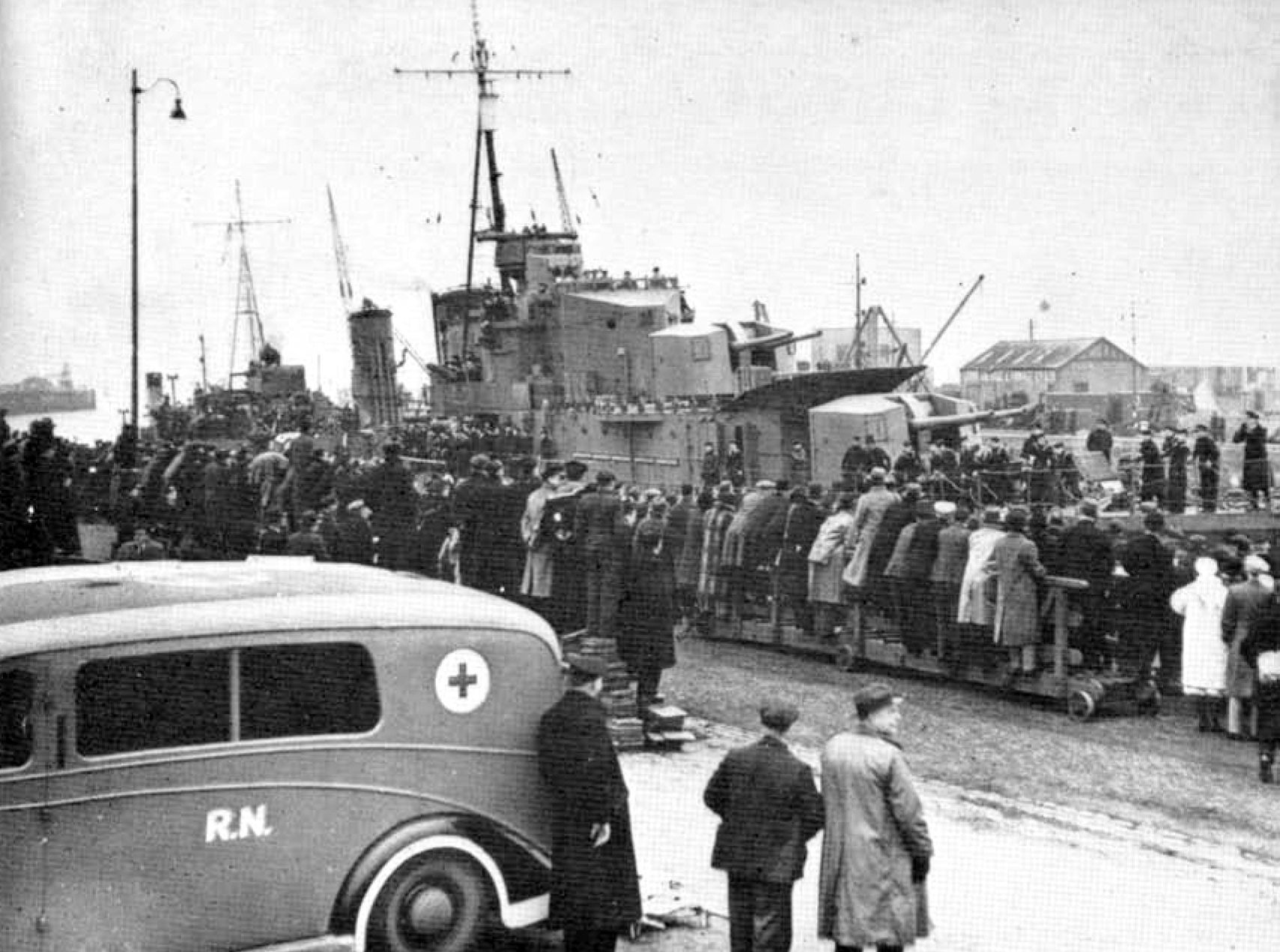
Повернення британського есмінця «Козак» до Літа 17 лютого 1940 року після порятунку з «Альтмарка» британських моряків, захоплених «кишеньковим» лінкором «Адмірал граф Шпеє»

Німецький танкер і судно постачання «Альтмарк», ще до початку Другої світової війни з 5 серпня 1939 року, перебував у плаванні в Атлантичному океані, коли він попрямував до США для прийняття вантажу дизельного палива в Порт-Артурі, штат Техас. За задумом командування Крігсмаріне це судно після отримання вантажу повинно було курсувати в Атлантиці, чекаючи на зустріч з «кишеньковим» лінкором «Адмірал граф Шпеє», котрий 21 серпня вийшов з Вільгельмсгафена на оперативний простір для ведення рейдових дій у південній частині Атлантичного океану. «Альтмарк» супроводжував «Адмірала граф Шпеє», паралельно танкер «Вестервальд» вийшов до визначеного району південніше Гренландії для логістичного супроводу важкого крейсера «Дойчланд».
25 вересня 1939 року «Адмірал граф Шпеє» розпочав свій рейд і встигнув захопити стали одинадцять британських торгових суден. Однак, 17 грудня біля Ла-Плати британські важкий крейсер «Ексетер» і легкі «Аякс» і «Акіліз» примусили екіпаж «кишенькового лінкора» затопити свій корабель у гавані Монтевідео.
«Альтмарк», маючи на борту 299 полоненими британських моряків з цивільних суден, переховувався у просторі Атлантичного океану після того, як «Адмірал граф Шпее» Ганса Лангсдорфа загинув в останньому бою. Протягом дев'яти тижнів після знищення крейсера судно вдало ухилялося від виявлення, але, через нестачу пального «Альтмарк» мав зайти в якийсь порт для дозаправлення пальним.

### Перехоплення та захват
14 лютого 1940 року швидкохідний танкер, уникнувши зустрічі з англійськими крейсерами і підводними човнами, досяг норвезьких берегів. За задумом капітана Дау «Альтмарк» мав пройти до Німеччини по торговому маршруту через територіальні води нейтральної Норвегії, за правилами міжнародного морського закону тільки норвезькі кораблі могли зупинити чуже судно біля своїх берегів, а Норвегія на той час дотримувалась суворого нейтралітету.
О 15:30 «Альтмарк» був зупинений у Согнефіорді норвезьким міноносцем «Трігг». Капітан Дау зупинив судно, і норвезькі моряки піднялися на борт «Альтмарка». Норвезький офіцер зажадав перевірити судно, його провели до капітанського мостику і показали навігаційну кабіну, але, коли німецький капітан наполіг на тому, що судно є беззбройним танкером, норвезький офіцер на диво виглядав задоволеним і покинув «Альтмарк». Втім, командувач 2-го військово-морського округу Королівського флоту Норвегії контрадмірал Карстен Танк-Нільсен, який знав ще у січні про можливе прибуття «Альтмарка», припускав виникнення вкрай неприємної ситуації, що загрожувала неабиякими політичними наслідками. Тому, щоб дотриматися пристойності, він віддав командиру міноносця «Сньогг» наказ про повторний огляд німецького судна. Британські в'язні, які перебувають у трюмі судна, доклали серйозних зусиль, щоб сигналізувати про свою присутність, але норвезькі пошукові партії не оглянули трюм і дозволили судну продовжувати свій шлях.
Після другого огляду норвезький контрадмірал особисто вирушив до затриманого судна на борту есмінця «Гарм».
Третій огляд поспіль обурив капітана Дау, який відмовився приймати партію з «Гарма», вказавши на безглуздість подібної вимоги — на його думку, двох перших оглядів було цілком достатньо. Танк-Нільсен наказав глушити радіообмін з борта «Альтмарка», а сам тим часом зв'язався з Осло. Головнокомандувач Королівських військово-морських сил Норвегії Дизен наказав відпустити німців, незважаючи на протест Танк-Нільсена, який доповів про наявність полонених на борту «Альтмарка».
16 лютого «Альтмарк» був уже у Іеренсерва в супроводі норвезького міноносця. Напружені радіопереговори норвежців засікли британські бойові кораблі, що перебували неподалік. Через те, що переговори велися відкритим текстом, англійці відразу зрозуміли, про яке судно йде розмова, і направили на перехоплення «Альтмарка» есмінці «Інтрепід», «Айвенго» і «Козак». Близько 16:00 британські есмінці вторглися в територіальні води Норвегії. «Козак» дав попереджувальний постріл, наказавши німецькому судну зупинитися.
Норвезький лоцман порадив капітанові Дау укрити «Альтмарк» в Йоссінг-фіорді. При цьому норвезький міноносець «Скарв» супроводжував танкер, а міноносець «Кьолль» блокував вхід у фіорд, не даючи британським есмінцям можливості увійти. З «Кьолля» зв'язалися з командиром британського загону кептеном Філіпом Віаном і передали йому звід правил нейтралітету. Паралельно до місця подій спішно підтягувалися норвезькі сторожові кораблі «Хваль» і «Фірерн». При цьому норвежці не переставали глушити радіопередачі «Альтмарка».
О 15:15 «Інтрепід» і «Айвенго» були досить близько до «Альтмарка», який знаходився біля входу Йоссінг-фіорд, і далі йому сигнал зупинити судно. «Альтмарк» проігнорував наказ і повільно просунувся вперед. Капітан «Інтрепіда» наказав здійснити постріл перед носом німецького танкера. Завдяки високошвидкісному маневруванню постріл пройшов повз та влучив у норвезьку землю! Британці здійснили другий постріл, але норвезькі військові кораблі гальмували зусилля британського флоту вивести «Альтмарк» з територіальних вод, і німецький танкер прослизнув у Йоссінг-фіорд — вузький вхід, місцями майже закритий досить міцним льодом.
Одночасно представники норвезького адміралтейства вели переговори з німецьким військово-морським аташе в Осло. Норвезька сторона запевняла німців у строгому дотриманні нейтралітету, пояснюючи, що міноносці отримали офіційний наказ блокувати «Альтмарк», не допускаючи його захоплення англійцями. Британський капітан Філіп Віан, що опинився у складній ситуації, дав радіограму в Лондон, звідки отримав жорстку відповідь особисто Першого лорда адміралтейства Вінстона Черчилля: звільнити англійських полонених, незважаючи на протидію, з чийого боку воно б не було.
О 23:28 «Козак» увійшов у фіорд і попрямував до «Альтмарка». Його помітили з танкера, який дав хід і спробував таранити есмінець. Віан зміг уникнути зіткнення і притертися бортом до «Альтмарка», після чого почався абордажний бій, в ході якого двадцять моряків з «Козака» увірвалися на танкер і в перестрілці вбили сімох німців, а ще кількох поранили, у тому числі шістьох важко. Танкер був захоплений, а 299 полонених з підсобних приміщень — виведені на британський есмінець. О 23:55 після цього «Козак» попрямував до Британії, де, по прибуттю до шотландського порту Літ, йому влаштували тріумфальну зустріч, а капітан Віан був удостоєний ордена «За видатні заслуги».

## Наслідки
Інцидент з «Альтмарком» мав далекосяжні та серйозні наслідки. Норвежців дуже розлютило, що їхній нейтралітет був порушений, але вони не хотіли втягуватися в європейську війну. Тим не менш, інцидент з «Альтмарком» породжував сумніви щодо норвезького нейтралітету як серед союзників, так і в Німеччині. Обидві сторони мали плани на випадок військових дій проти Норвегії, насамперед для контролю за рухом шведської залізної руди, від якої на ранніх етапах війни залежала військова промисловість Німеччини. Інцидент з німецьким танкером переконав Адольфа Гітлера в тому, що союзники не поважатимуть норвезький нейтралітет. Гітлер, який ще 14 грудня 1939 року ухвалив рішення про вторгнення в Норвегію, 19 лютого 1940 року віддав вказівку прискорити планування військової операції з нападів на Норвегію та Данію, які врешті-решт, відбулася 9 квітня 1940 року.
Для британців протистояння з німцями з-за танкера дали короткочасний, але гостро необхідний приріст моралі під час Дивної війни. Інцидент також мав тривалий пропагандистський ефект в окупованій Німеччиною Норвегії під час війни, коли норвезький уряд колабораціоністів намагався нейтралізувати своє прізвисько «квіслінг» (норв. quisling), по імені головного колаборанта Норвегії Відкуна Квіслінга, використовуючи розташування сутички Йоссінг-фіорд (норв. Jøssingfjord), щоб придумати зневажливий термін «jøssing», посилаючись на про-англійські та антинацистські налаштованих громадян Королівства. Їх зусилля дали зворотний ефект, оскільки «jøssing» негайно було прийнято широкими верствами населення як позитивний термін, а в офіційному вжитку слово було заборонено у 1943 році.
До 6 березня танкер «Альтмарк» стояв у ремонті в Норвегії, а 22 березня повернувся додому, де продовжував службу до 1942 року, коли випадковий вибух відправив його на дно.